# Ивановка (Северный район)
Ивановка — упразднённый посёлок в Северном районе Новосибирской области России. Входил в состав Чувашинского сельсовета. Упразднён в 2015 г.

## География
Площадь посёлка — 6 гектаров.

## Население
| 2002 | 2007 | 2010 |
| ---- | ---- | ---- |
| 2    | ↘1   | ↘0   |

## Инфраструктура
В посёлке по данным на 2007 год отсутствует социальная инфраструктура.